# Material de construção

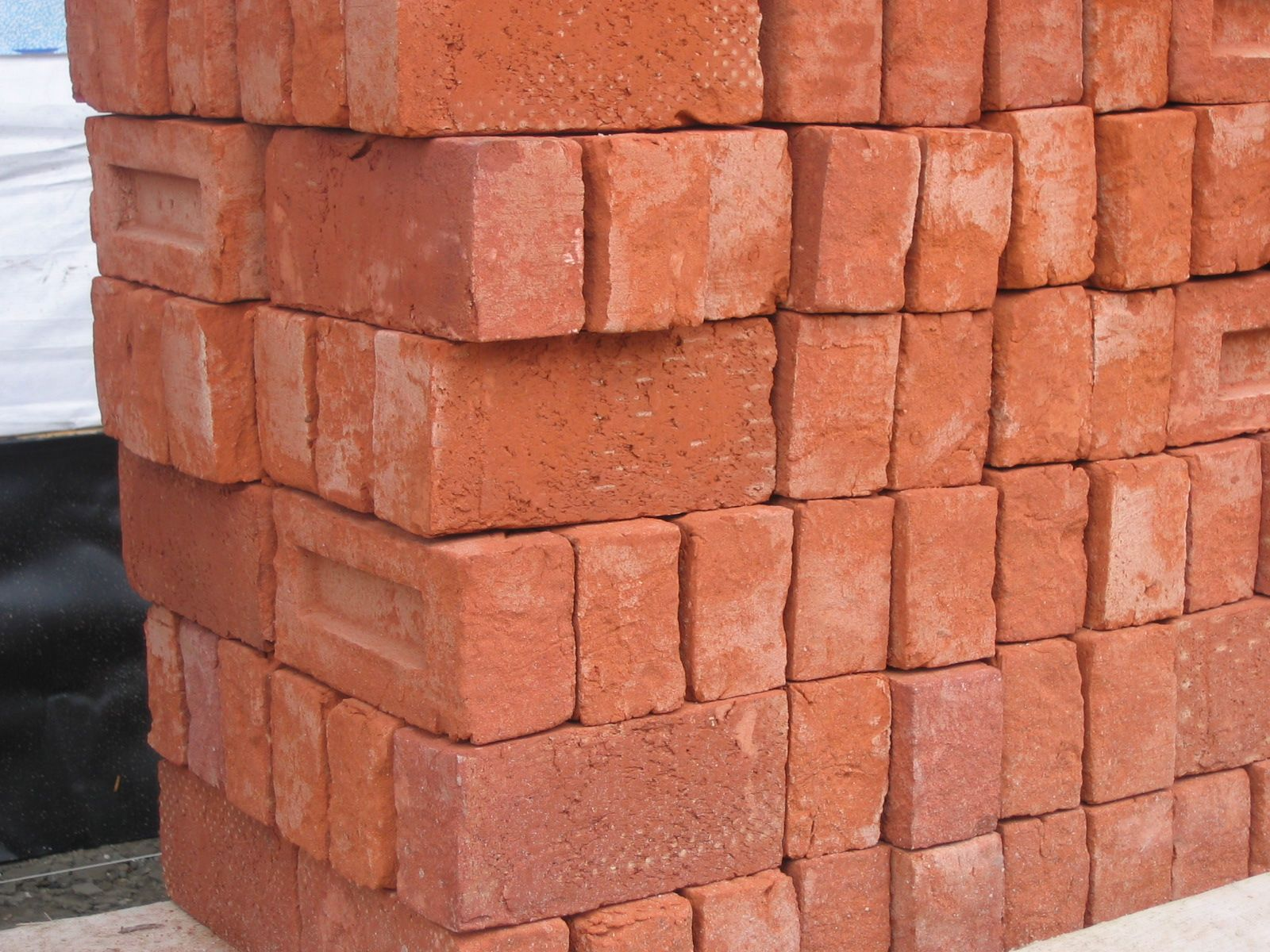
Pilha de Tijolo, base para a grande maioria das construções

Material de construção é o nome genérico que designa diversos produtos utilizados na construção civil. A maioria dos materiais de construção é utilizada exclusivamente na construção civil, como o cimento, mas alguns têm usos mais variados, como a cal e tintas.
Há materiais de construção que podem ser obtidos diretamente da natureza, como o saibro, outros dependem de processos de fabricação mais complexos, como canos e certos revestimentos.

Material de construção em engenharia é uma disciplina onde são elaborados conceitos básicos necessários para aprofundamento do curso, sendo estes:  
- A importância da ciência dos materiais e níveis de estudo;
- Propriedades dos materiais de construção: mecânicas, térmicas, ópticas e elétricas;
- Arranjos Atômicos e Estrutura dos Materiais: ligações químicas, atrações interatômicas, coordenação atômica e arranjos atômicos; estruturas dos materiais: estruturas moleculares, cristalinas e amorfas; fases dos materiais; e imperfeições estruturais: defeitos pontuais, defeitos de linha (discordâncias) e defeitos de superfície (superfície dos materiais e contorno de grão).
- Estudo dos Materiais de Construção – Aspectos Químicos e Mineralógicos, Fases, Estrutura, Características e Propriedades: aços de construção;
- Técnicas Avançadas de Caracterização dos Materiais: técnicas microscópicas de alta resolução (microscopia eletrônica de varredura – MEV e microscopia de força atômica – MFA), difração de raios X (DRX), análise térmica diferencial (ATD) e termogravimetria (TG), e porosimetria por intrusão de mercúrio (PIM), entre outras.